# Nage avec palmes aux Jeux mondiaux de 2013
Navigation
Kaohsiung 2009 Wrocław 2017
Les épreuves de nage avec palmes des Jeux mondiaux de 2013 ont lieu du 25 juillet au 26 juillet 2013 à Cali (Colombie).

## Podiums

### Hommes
| Épreuves            | Or                                                                                      | Argent | Bronze                                                                          |
| ------------------- | --------------------------------------------------------------------------------------- | --- | ------------------------------------------------------------------------------- |
| 50m apnée           | Corée du Sud Kim Taekyun                                                                | Russie Pavel Kabanov (ru) | Colombie Mauricio Fernandez Castillo (ru)                                       |
| 100m surface        | Italie Cesare Fumarola                                                                  | Russie Pavel Kabanov (ru) | France Alexandre Noir                                                           |
| 200m surface        | Allemagne Max Lauschus                                                                  | Italie Stefano Figini (ru)                                                                                                   | Russie Dmitrii Kokorev                                                          |
| 400m surface        | Allemagne Max Lauschus                                                                  | Russie Evgueny Smirnov | Italie Stefano Figini (ru)                                                      |
| relais 400m surface | Russie- Andrei Barabash - Pavel Kabanov (ru) - Aleksey Kazantsev (ru) - Dmitrii Kokorev | Colombie- Juan David Duque Jimenez - Mauricio Fernandez Castillo (ru) - Juan Fernando Ocampo Lozada - Leonidas Romero Rivera | Ukraine- Denys Grubnik - Oleksandr Konkov - Evgen Stepanchuk - Dmytro Sydorenko |

### Femmes
| Épreuves            | Or                                                                                            | Argent                                                                                   | Bronze                                                |
| ------------------- | --------------------------------------------------------------------------------------------- | ---------------------------------------------------------------------------------------- | ----------------------------------------------------- |
| 50m apnée           | France Camille Heitz                                                                          | Chine Xu Huanshan                                                                        | Ukraine Margaryta Artiushenko                         |
| 100m surface        | Hongrie Lilla Székely                                                                         | Ukraine Margaryta Artiushenko                                                            | Colombie Grace Fernandez Castillo                     |
| 200m surface        | Russie Valeria Baranovskaya                                                                   | Russie Vasilisa Kravchuk (ru)                                                            | Ukraine Yana Trofymez                                 |
| 400m surface        | Russie Vasilisa Kravchuk (ru)                                                                 | Ukraine Yana Trofymez                                                                    | Corée du Sud Kim Bokyung                              |
| relais 400m surface | Russie- Valeria Baranovskaya - Vera Ilyushina - VElena Kononova (ru) - Vasilisa Kravchuk (ru) | Ukraine- Anastasiia Antoniak - Margaryta Artiushenko - Olga Shlyakhovska - Yana Trofymez | Chine- Jing Li - Yaoyue Liang - Jiao Liu - Yichuan Xu |

## Tableau des médailles
| Rang  | Nation       | Or | Argent | Bronze | Total |
| ----- | ------------ | -- | ------ | ------ | ----- |
| 1     | Russie       | 4  | 4      | 1      | 9     |
| 2     | Allemagne    | 2  | 0      | 0      | 2     |
| 3     | Italie       | 1  | 1      | 1      | 3     |
| 4     | Corée du Sud | 1  | 0      | 1      | 2     |
| 5     | France       | 1  | 0      | 1      | 2     |
| 6     | Hongrie      | 1  | 0      | 0      | 1     |
| 7     | Ukraine      | 0  | 3      | 3      | 6     |
| 8     | Colombie     | 0  | 1      | 2      | 3     |
| 9     | Chine        | 0  | 1      | 1      | 2     |
| TOTAL | TOTAL        | 10 | 10     | 10     | 30    |